# Pterostichus vernix
Pterostichus vernix är en skalbaggsart som beskrevs av Thomas Casey. Pterostichus vernix ingår i släktet Pterostichus och familjen jordlöpare. Inga underarter finns listade i Catalogue of Life.